# Vogel-Wicke
Die Vogel-Wicke (Vicia cracca) ist eine Pflanzenart aus der Gattung Wicken (Vicia) in der Familie der Hülsenfrüchtler (Fabaceae). Sie ist in Eurasien weitverbreitet.

## Beschreibung

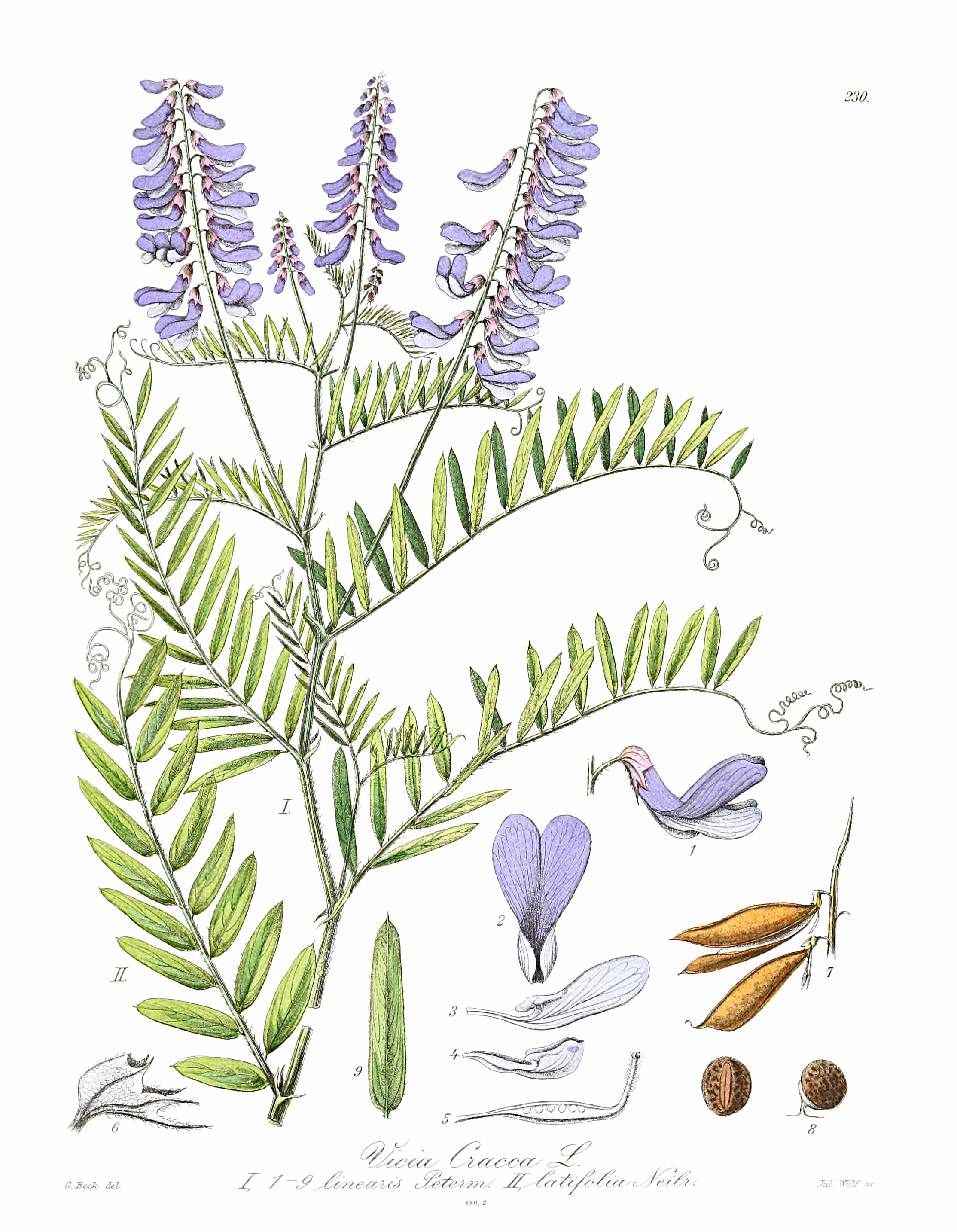
Illustration

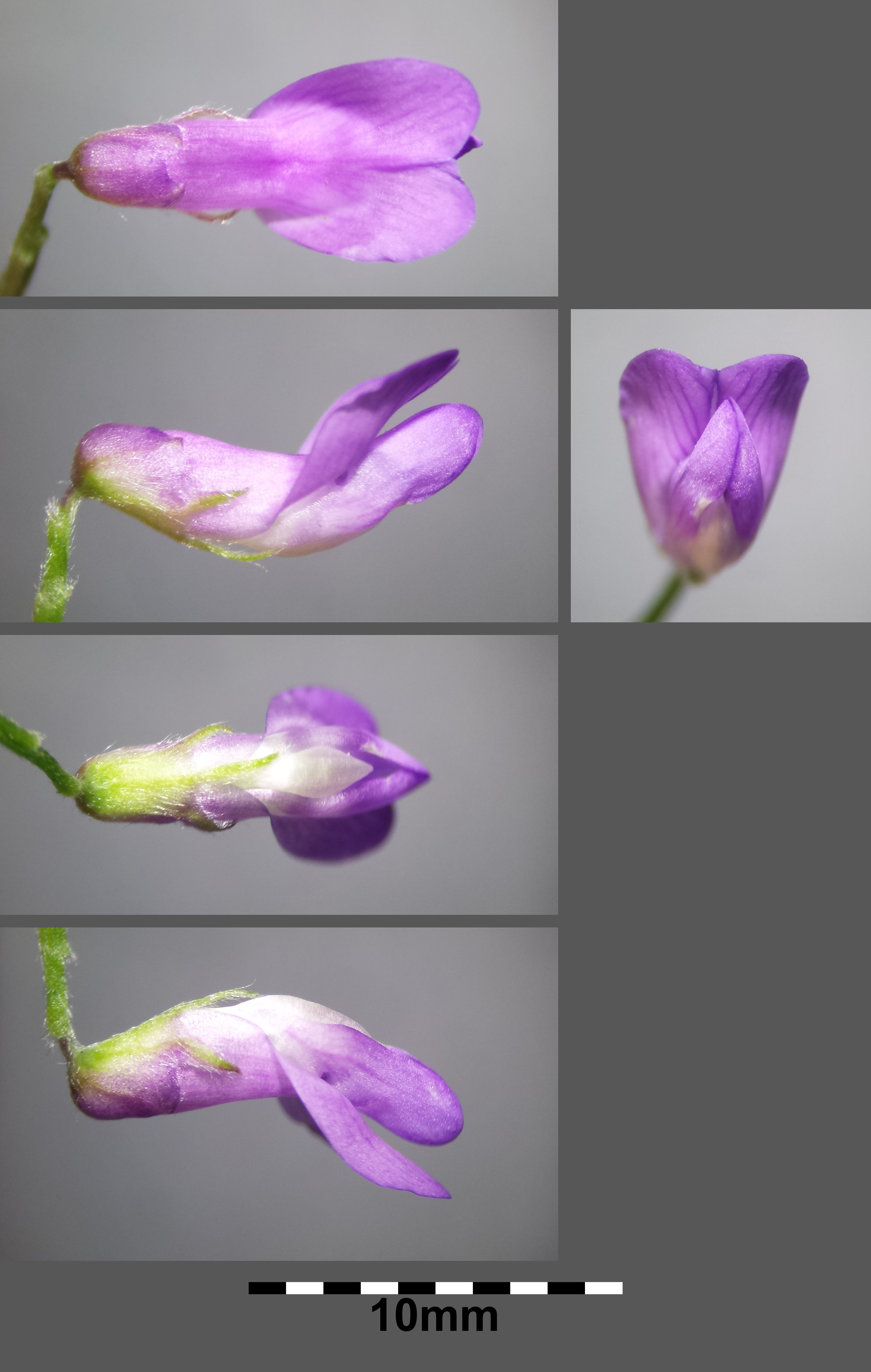
Blüte

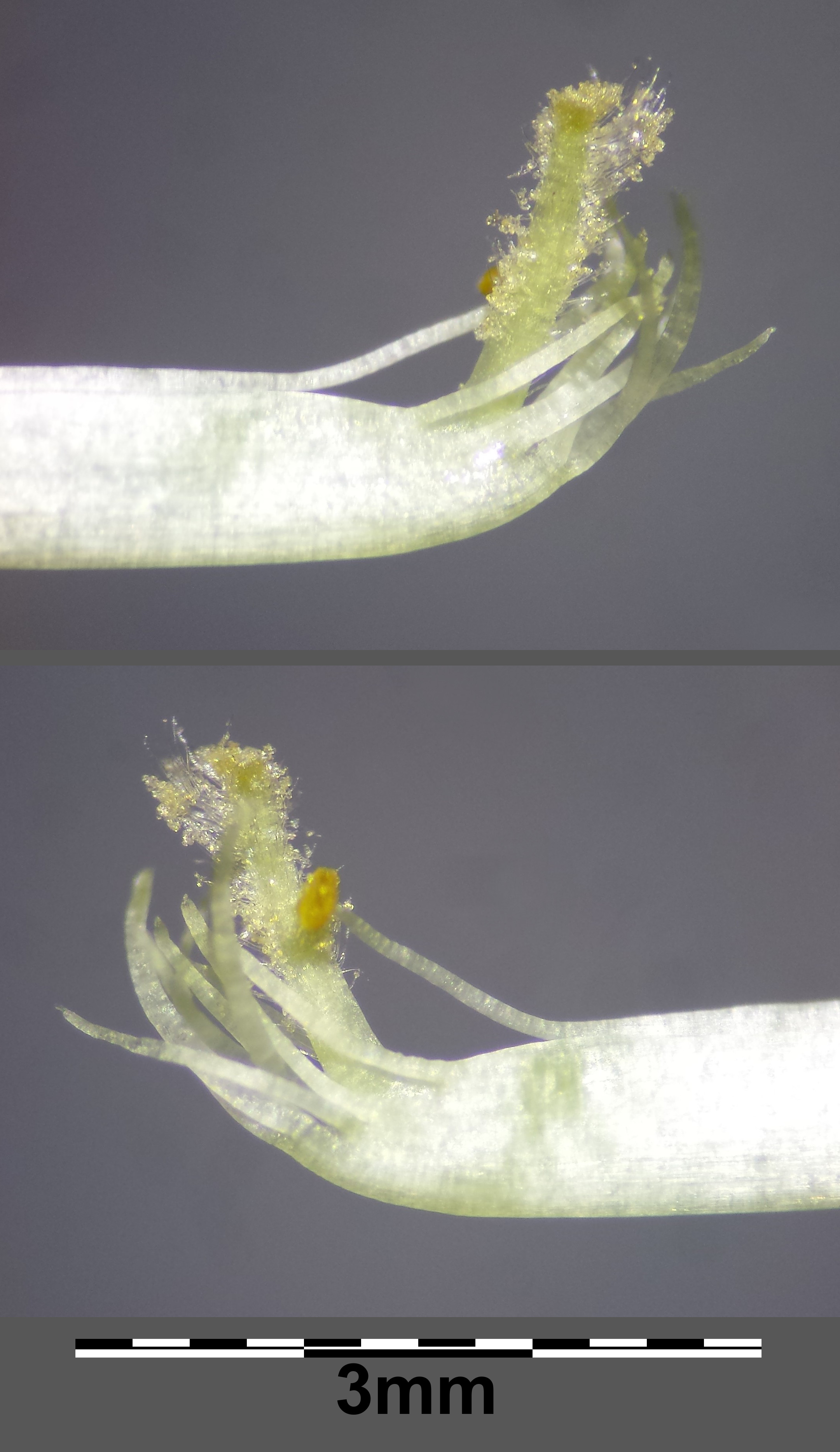
Vorderes, schräges Ende der Staubfädenröhre und Griffel

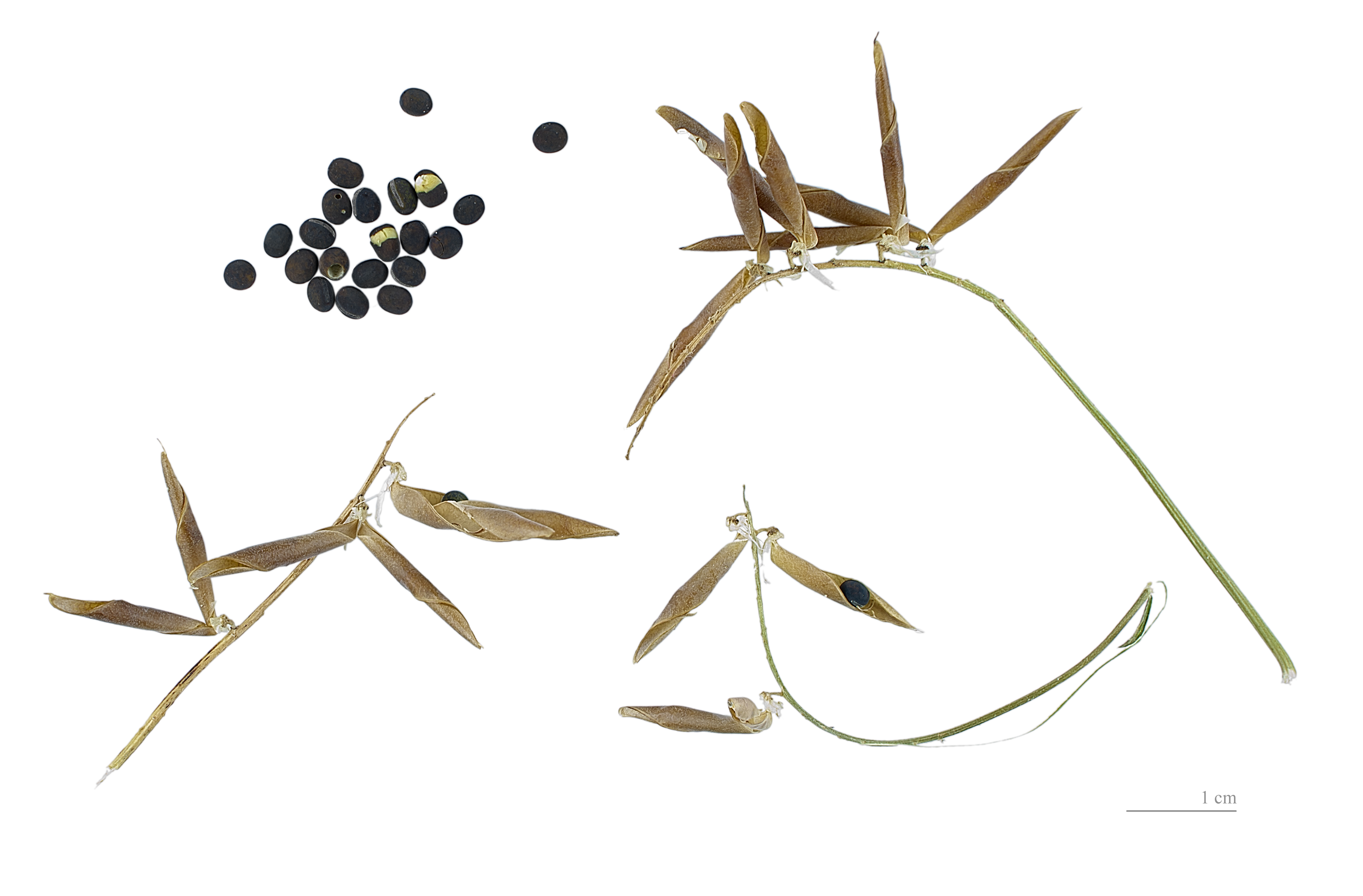
Hülsenfrüchte und Samen

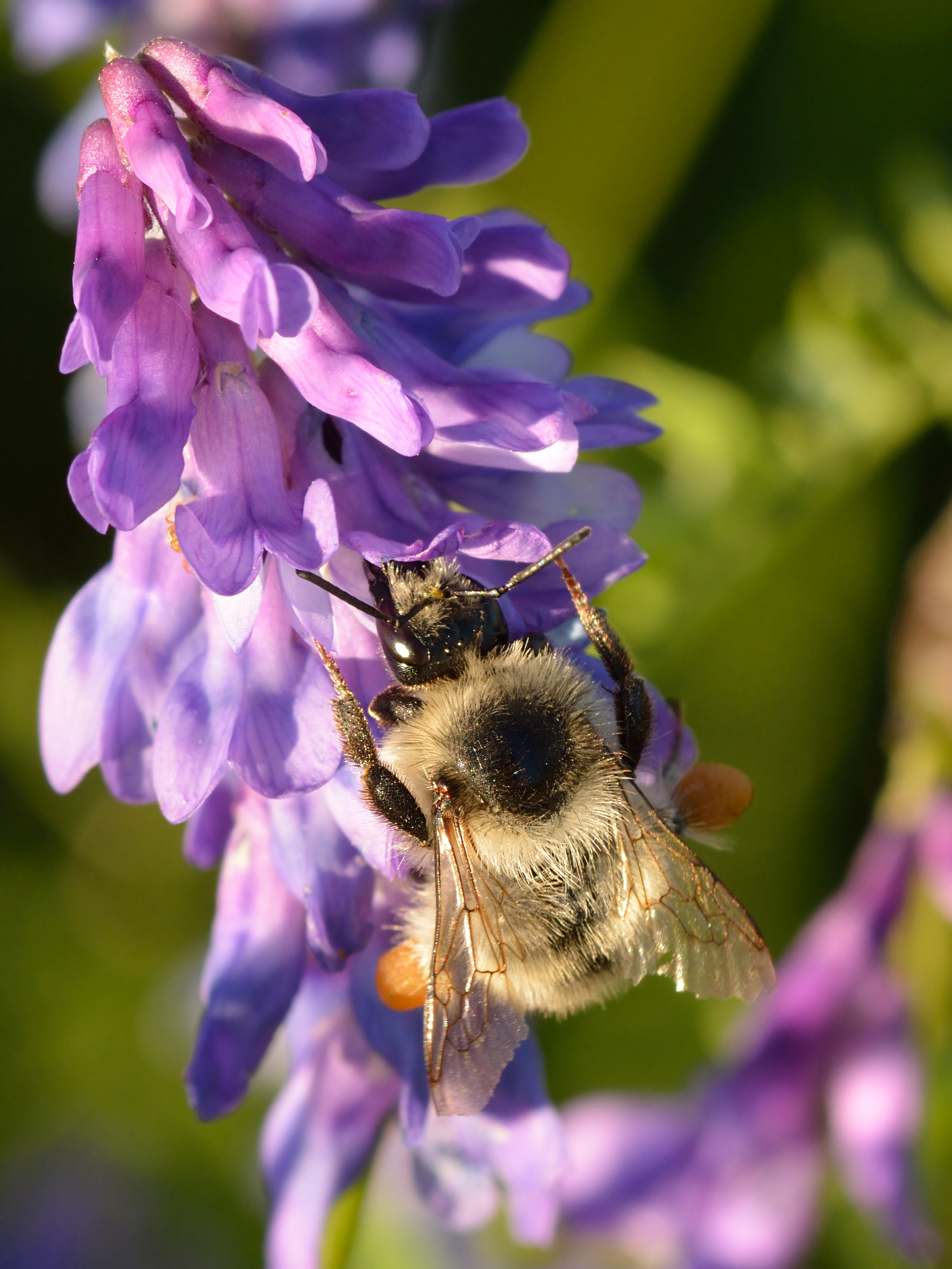
Bestäubung mit Waldhummel

### Vegetative Merkmale
Die Vogel-Wicke ist eine ausdauernde krautige Pflanze, die eine Wuchshöhe von 30 bis 120 Zentimetern erreicht. Die gefiederten Laubblättern besitzen acht bis zwölf Paare Fiederblättchen und am oberen Ende eine verzweigte Ranke. Die Fiederblättchen sind bei einer Länge von etwa 1 Zentimeter sowie einer Breite von 2 bis 6 Millimetern schmal und länglich.

### Generative Merkmale
Die Blütezeit reicht von Juni bis August. In den oft einseitswendigen, traubigen Blütenständen stehen 10 bis 40 Blüten dicht zusammen. Die Blütenstandsschäfte besitzen meist ungefähr die Länge der Tragblätter. Die zwittrigen Blüten sind bei einer Höhe von 8 bis 12 Millimetern zygomorph und fünfzählig mit doppelter Blütenhülle und bilden eine Schmetterlingsblüte. Die fünf Kronblätter sind blauviolett bis purpurfarben.
Die Hülsenfrüchte sind bis zu 25 Millimeter lang. Die Samen sind eiweißreich, kugelig, bis 3 mm dick und 9 bis 16 mg schwer.
Die Art hat die Chromosomenzahl 2n = 14 oder 24, 28.

## Ökologie
Die Vogel-Wicke ist ein Hemikryptophyt, eine Kletterpflanze und eine Halbrosettenpflanze. Vegetative Vermehrung erfolgt durch unterirdische Ausläufer.
Die Fiederblätter besitzen endständige Wickelranken, die aus zwei umgewandelten Blattfiedern entstanden sind. Diese führen wie alle Ranken kreisende Suchbewegungen aus und reagieren auf Berührungsreize; es liegt also eine Thigmonastie vor. Die Vogel-Wicke ist ein Tiefwurzler und bildet wie alle Vicia-Arten Wurzelknöllchen mit symbiontischen, Stickstoff bindenden Knöllchenbakterien aus.
Blütenökologisch handelt es sich bei der Vogel-Wicke um vormännliche „Schmetterlingsblumen mit Bürsteneinrichtung“. Die Staubbeutel entleeren den Pollen oft schon in der Knospe über dem behaarten Griffel. Beim Besuch durch Insekten klappt das Schiffchen herab, und die Griffelbürste drückt sich an den Bauch des Insekts. Nach mehrmaliger Wiederholung dieses Vorgangs ist die Griffelbürste frei von Pollen und die zarte Narbenoberfläche abgewetzt. Dadurch ist sie jetzt klebrig und empfängnisfähig bei weiteren Besuchern wie Bienen und Faltern. Erdhummeln verüben nicht selten Nektarraub durch seitliches Aufbeißen der Blüte. Anschließend können an diesen Löchern auch Honigbienen den Nektar entnehmen. Die Blütezeit reicht von Juni bis August.
Da die Hülsenfrüchte schwarz sind, können sie Wärme speichern. Es handelt sich um Austrocknungsstreuer mit einer Streuweite von 1 bis 2 Meter. Als „Rollsamen“ rollen sie meist noch ein Stück weiter. Daneben erfolgt Bearbeitungsausbreitung durch verschiedene Vögel, Zufallsausbreitung sowie Menschenausbreitung mit zum Beispiel Saatgut von Esparsette (Onobrychis viciifolia). Die Fruchtreife reicht von August bis Oktober. Die Speicherkeimblätter (Kotyledonen) bleiben bei der Keimung im Boden, es liegt also eine hypogäische Keimung vor.

## Vorkommen
Die Vogel-Wicke ist in den gemäßigten Gebieten in Eurasien weitverbreitet. Sie ist in Nordamerika ein Neophyt.
Als Standorte bevorzugt sie sonnige Wiesen, Weiden, Säume, Äcker und Ruderalstellen. Sie gedeiht am besten auf frischen bis mäßig-trockenen, milden bis mäßig sauren, humosen  Lehm- und Tonböden. Sie steigt von der Ebene bis ins Gebirge. In den Alpen sind Standorte in Höhenlagen von bis zu 1180 Metern belegt. In den Allgäuer Alpen steigt sie aber zwischen Lechleiten und dem Hundskopf in Tirol bis zu 1600 m Meereshöhe auf. Sie ist in Mitteleuropa eine Charakterart des Eurosibirischen Kulturgraslands.

## Taxonomie und Systematik
Die Vogel-Wicke wurde 1753 von Carl von Linné in Species Plantarum Band 2, Seite 735 als Vicia cracca erstbeschrieben.

### Unterarten
Man kann folgende Unterarten unterscheiden:
- Vicia cracca subsp. cracca: Die Stängel sind kahl oder anliegend behaart.[5] Die ökologischen Zeigerwerte nach Landolt et al. 2010 sind in der Schweiz für diese Unterart: Feuchtezahl F = 3w+ (mäßig feucht aber stark wechselnd), Lichtzahl L = 3 (halbschattig), Reaktionszahl R = 3 (schwach sauer bis neutral), Temperaturzahl T = 3+ (unter.montan und ober-kollin), Nährstoffzahl N = 3 (mäßig nährstoffarm bis mäßig nährstoffreich), Kontinentalitätszahl K = 3 (subozeanisch bis subkontinental).[6]
- Vicia cracca subsp. incana (Gouan) Rouy (Syn.: Vicia incana Gouan): Die Stängel sind abstehend zottig behaart.[5] Sie kommt in Südeuropa, Osteuropa und im südlichen Mitteleuropa vor. Die ökologischen Zeigerwerte nach Landolt et al. 2010 sind in der Schweiz für diese Unterart: Feuchtezahl F = 1w+ (sehr trocken aber stark wechselnd), Lichtzahl L = 3 (halbschattig), Reaktionszahl R = 4 (neutral bis basisch), Temperaturzahl T = 4+ (warm-kollin), Nährstoffzahl N = 3 (mäßig nährstoffarm bis mäßig nährstoffreich), Kontinentalitätszahl K = 4 (subkontinental).[6]
- Vicia cracca subsp. oreophila (Chrtková) Á.Löve & D.Löve: Die Blütentrauben sind kürzer als ihre Tragblätter. Blüten duftend. Sie kommt in Mitteleuropa in subalpinen Rasen vor in Österreich, Tschechien und Südtirol.[5]

Die Unterart Vicia cracca subsp. tenuifolia (Roth) Bonnier & Layens wird besser als eine eigene Art Vicia tenuifolia Roth angesehen.